# Manuel Blanco Tobío
Manuel Blanco Tobío (Lérez, Pontevedra, 29 d'octubre de 1919 - Madrid, 3 de juliol de 1995) va ser un periodista i escriptor espanyol.

## Biografia
Nascut a Lérez el 29 d'octubre de 1919, va iniciar la seva carrera periodística en el setmanari El Español i a les publicacions Fantasía i La Estafeta Literaria. Periodista d'ideologia «blava», col·laboraria a Ràdio Nacional d'Espanya i amb els periòdics pertanyents a la Cadena de Prensa del «Movimiento». En 1946 es va incorporar al diari Pueblo com a comentarista de política internacional; això li va permetre ser enviat especial d'aquest diari Europa, Amèrica i Orient Mitjà. Posteriorment seria nomenat corresponsal Pueblo a Nova York i a l'ONU. Dirigí el diari Arriba, entre 1966 i 1970.
EEn 1970 va ser nomenat director de la Escola Oficial de Periodisme, a Madrid.
Entre juliol i octubre de 1973 va exercir el càrrec de director general de Cultura popular, exercint posteriorment com a director general de premsa. En 1976 va ser nomenat delegat nacional de Premsa i Ràdio del Moviment, en substitució d'Emilio Romero, sent de fet l'últim a ocupar aquest càrrec. Va cessar d'aquest càrrec a l'abril de 1977.
Periodista consolidat i autor de diverses obres, al llarg de la seva carrera va rebre diversos premis: : «Mariano de Cavia», «González-Ruano» o «Javier Bueno». Va morir a Madrid en 1995.

## Obres
- —— (1948). El Kominform, quinta columna del comunismo (con el texto íntegro de la declaración de Varsovia). Madrid.
- —— (1963). USA, patalogía de la prosperidad Madrid: Bullón.
- —— (1964). El guapo americano y el feo ruso. Barcelona: Planeta.
- —— (1966). La América invisible. Madrid: Editora Nacional.
- —— (1966). Vísperas del juicio final. Barcelona: Planeta.
- —— (1979). Cinco zorros plateados. Sedmay.